# Jacobus Wilhelmus Sauer
Jacobus Wilhelmus Sauer (1850-24 de julio de 1913) fue un político sudafricano, que, tras una destacada carrera política en la Colonia del Cabo, se desempeñó como Ministro de Justicia y Ministro de Ferrocarriles de la Unión Sudafricana.  
Se desempeñó como ministro en varios Gobiernos de El Cabo, y fue famoso por sus varios intentos fallidos de establecer una igualdad de derechos políticos para los sudafricanos negros respecto a los sudafricanos blancos en la Constitución de la Unión Sudafricana. También fue un partidario temprano de los derechos de la mujer y el sufragio femenino.

## Carrera política en la Colonia del Cabo
Poco se sabe acerca de los primeros años de Jacobus Sauer. Era hijo de un landdrost (funcionario gubernamental) del Estado Libre de Orange, y asistió a la South African College School antes de trabajar como abogado por varios años en la Ciudad del Cabo.

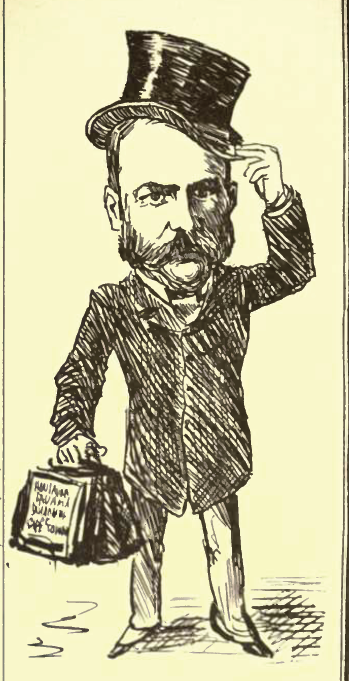
"Government Sauer", aquí caricaturizado en la década de 1880.

Fue elegido por primera vez para el Parlamento del Cabo de Buena Esperanza bajo el Gobierno de John Charles Molteno en 1875, en representación de la circunscripción electoral de Aliwal North, sirviendo de forma continua en ese cargo hasta 1904. Luego fue reelegido para servir desde 1908 hasta su muerte. En total, estuvo en el Parlamento del Cabo durante más de veinte años. Al comienzo de su carrera, estuvo muy influenciado por las políticas pragmáticas y racialmente inclusivas de los primeros parlamentarios del Cabo como Saul Solomon, y se adhirió a los principios de esta "Tradición liberal del Cabo" durante el resto de su vida.
La Colonia del Cabo había adquirido recientemente una población xhosa considerable, debido a la constante expansión de sus fronteras. Inicialmente, debido a su inaccesibilidad en las remotas montañas fronterizas, la mayoría de la población rural xhosa del Cabo no se registró como votante. En la década de 1880, Sauer se involucró en una intensa campaña para movilizar y registrar a los votantes xhosa, quienes alegremente lo apodaron con el sobrenombre de "Government Sauer" (Gobierno Sauer). En 1883, invitó al político y periodista xhosa John Tengo Jabavu a presentarse al Parlamento en Ciudad del Cabo, pero Jabavu se negó.
Sauer también fue un firme defensor del sufragio femenino y de la Liga de Derechos de Mujeres del Cabo. El 4 de julio de 1907, junto con los también diputados Dr. Antonie Viljoen y James Molteno, apoyó el primer intento parlamentario del Cabo de dar el voto a mujeres de todas las razas.
Como político, se lo describió como "sólido, cauteloso y equilibrado", y, aunque el inglés no era su lengua materna, se lo describió como un orador fuerte y contundente. Su alianza política de toda la vida con John X. Merriman los llevó a ser apodados como "gemelos siameses políticos", con la practicidad realista de Sauer que complementaba la excitabilidad errática de Merriman.
Sauer fue ministro en los gobiernos de los primeros ministros Thomas Scanlen (1881-1884), Cecil Rhodes (1890-1893), W. P. Schreiner, (1898-1900), J. X. Merriman (1908-1910).
En 1876, al principio de su carrera política, rompió con el primer ministro Gordon Sprigg después de estar en desacuerdo con la "política nativa" discriminatoria de Sprigg. Sin embargo, regresó al gobierno en 1881 como "Secretario de Asuntos Nativos" en el gabinete del primer ministro Thomas Scanlen.
Fue invitado a formar un gobierno después de que el segundo Gobierno de Sprigg colapsara en 1890, pero se negó.

## Oposición a Rhodes y liderazgo del Partido Sudafricano

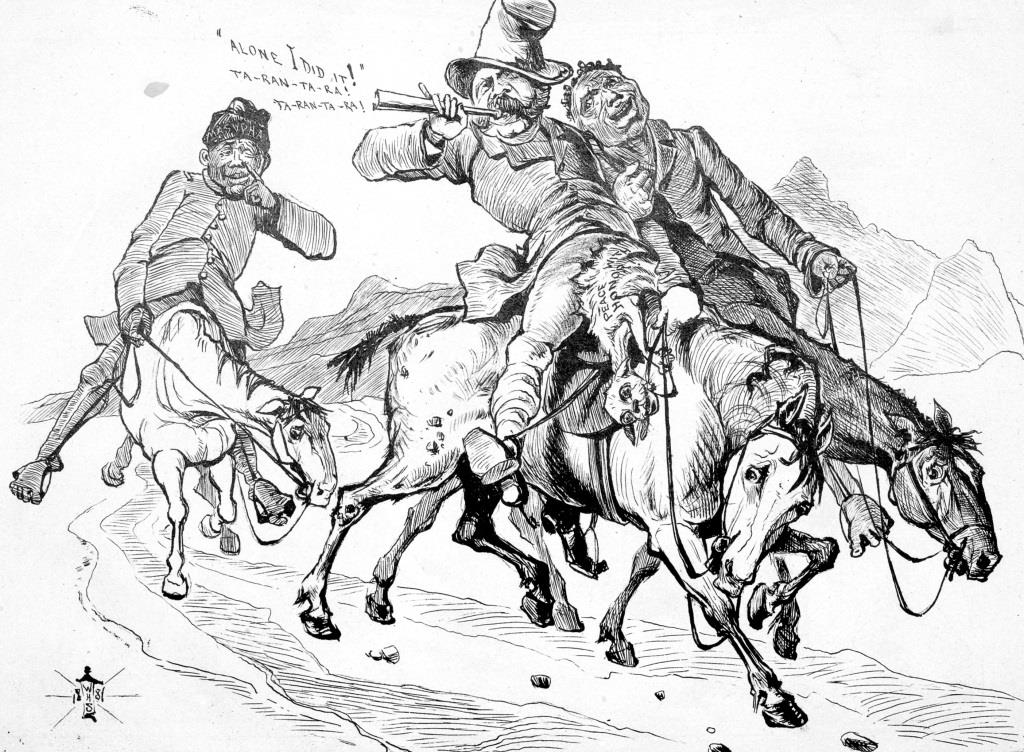
Sauer ya estaba siendo criticado en la década de 1880 por la prensa de derecha por sus opiniones liberales. Aquí el periódico Lantern, radicalmente imperialista, ataca su trabajo en Basutolandia bajo el título "¡Cuando Jamie llega marchando a casa!".

Sauer fue designado para servir como secretario colonial en el Gobierno de Cecil Rhodes, pero después del "Escándalo Logan" en 1893, que reveló el elevado grado de corrupción y relación de los negocios con el Gobierno de Rhodes, abandonó su Gobierno, y, con ayuda de otros políticos poderosos, colaboró para hacer caer su Gobierno. Aunque Rhodes logró reformar su gobierno, Sauer consolidó la oposición liberal a Rhodes como el nuevo "Partido Sudafricano", que entre otras cosas representaba el libre comercio, el gobierno multirracial, la educación obligatoria y los impuestos especiales. Sauer fue elegido como el primer líder del partido.
Se opuso a Rhodes durante el resto de su carrera, con el apoyo de los influyentes políticos John X. Merriman y John Tengo Jabavu, y no ocultó su oposición al "interés imperial" en la Colonia del Cabo. Junto con Merriman y el futuro portavoz parlamentario James Molteno, incluso intentó abolir los derechos de la Chartered Company de Rhodes. Fue famoso por su ataque a Rhodes en 1894, después de que este declarara que os Xhosa debían ser tratados como "niños pobres", no aptos para el derecho al voto.

## Guerra anglo-bóer
En el momento de la segunda guerra bóer, Sauer fue acusado de fomentar el sentimiento pro-bóer entre los holandeses del Cabo, aunque, de hecho, trató repetidamente de persuadir a sus electores para que se abstuvieran de la lucha en curso contra el dominio británico. Sin embargo, su hermano fue condenado por ser un rebelde por la causa bóer y encarcelado.
A principios de 1901, Sauer viajó a Londres con su colega político del Cabo, John X. Merriman, para persuadir al gobierno británico de que no declarara la guerra a la República Sudafricana (Transvaal) y al Estado Libre de Orange. Como afrikáneres mismos, sin embargo, fueron descartados como partidarios naturales de las Repúblicas bóeres. La Cámara de los Comunes les negó una audiencia y las reuniones públicas que celebraron fueron interrumpidas por un número cada vez mayor de manifestantes imperiales. Su reunión por la paz en junio de 1901 en Queen's Hall fue atacada por una multitud de manifestantes particularmente violenta, y la campaña fue un fracaso.
Habiendo perdido su escaño parlamentario en 1904, lo recuperó cuando Merriman fue nombrado primer ministro del Cabo en 1908, y fue invitado a unirse al gobierno de Merriman.

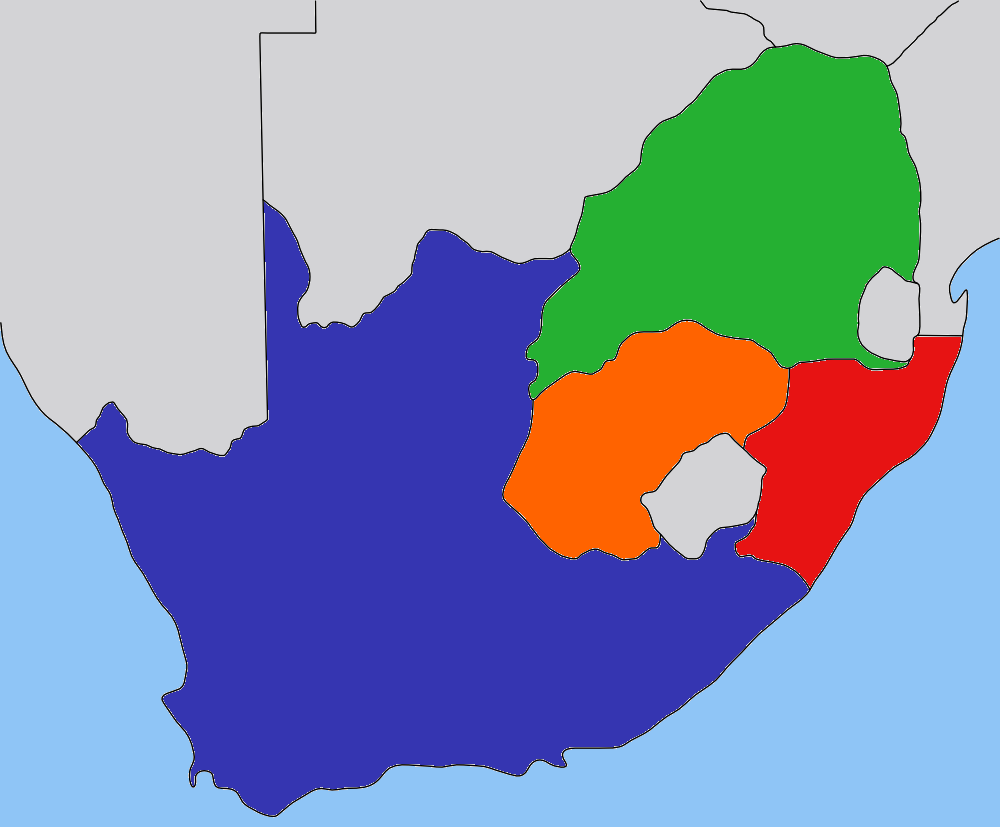
Los estados de África Meridional, antes de la Unión; con la Colonia del Cabo color azul, rojo Natal República Sudafricana, verde Transvaal y el Estado Libre de Orange naranja

## Unión Sudafricana
Sauer se desempeñó como delegado de la Colonia del Cabo en la Convención Nacional, que derivó en la propuesta de la creación de la Unión Sudafricana en 1908. Aquí se unió a Merriman, y a su viejo amigo, el poderoso político y empresario Percy Molteno, en la defensa de un sufragio no racial en la constitución. Los representantes de las otras colonias sudafricanas y su electorado exclusivamente blanco se opusieron amargamente al concepto. Más adelante, Sauer propuso la extensión de los derechos de voto calificados del Cabo al resto de la Unión. Cuando esto también fue rechazado, luchó con éxito por la retención de este sistema solo en el Cabo. Si bien algunos de sus aliados pensaban que este compromiso era "patético", Sauer creía que era la única forma de mantener una apariencia de voz política para los no blancos, sin estropear a toda la Unión. Sauer también creía erróneamente que los requisitos de votos existentes podría extenderse y expandirse más tarde una vez que se hubiera asegurado la unión. No obstante, consideró los resultados de la Convención de la Unión como una gran decepción. Más tarde rechazó la oferta de un título de caballero por sus servicios a la Colonia del Cabo.
Después de la unión, se desempeñó como Ministro de Ferrocarriles y Puertos en el primer gobierno nacional sudafricano y como Ministro de Justicia durante los años restantes de su vida. Murió en 1913, sobreviviendo su esposa, Mary Sauer (de soltera Cloete), y sus tres hijos. Su hija Magdalena Sauer se convirtió en la primera mujer calificada para ejercer como arquitecta en Sudáfrica; su hijo Paul Sauer continuó su legado político; la nacionalista Comisión Sauer fue nombrada por él.